# Agrilus brechteli
Agrilus brechteli es una especie de insecto del género Agrilus, familia Buprestidae, orden Coleoptera.
Fue descrita científicamente por Curletti & van Harten, 2004.